# Susannah Cahalan
Susannah Cahalan (30 de enero de 1985) es una escritora y periodista estadounidense, conocida por su único libro Brain on Fire, en donde cuenta los momentos que vivió al ser hospitalizada y posteriormente diagnosticada con una rara enfermedad autoinmune, Encefalitis por anticuerpos contra el receptor de NMDA. Trabajó para el New York Post. Un largometraje basado en su libro se estrenó el 22 de febrero de 2017 donde Chloë Grace Moretz da vida a Cahalan.

## Carrera
En 2019 se publicó el segundo libro de Cahalan, The Great Pretender: The Undercover Mission That Changed Our Understanding of Madness (en español: El gran farsante: la misión encubierta que cambió nuestra comprensión de la locura). En dicha investigación acusa al destacado psicólogo David Rosenhan de fabricar los resultados de la investigación publicada en la revista Science. El Experimento de Rosenhan denunció que el personal que trabaja en los hospitales psiquiátricos, incluidos los psiquiatras, podían ser fácilmente engañados y diagnosticar esquizofrenia en personas perfectamente cuerdas, informando del maltrato a los pacientes que se había detectado en estas instalaciones. Rosenhan afirmó que, él mismo, había sido uno de los participantes del experimento, el cual involucró a colaboradores sanos o «pseudopacientes» que dejaron de presentar síntomas de enfermedad mental después del ingreso al hospital, pero fueron maltratados por el personal de las instituciones. Cahalan se sintió atraída por este estudio, debido a sus propias experiencias con el diagnóstico inadecuado de una enfermedad mental, pero mientras investigaba a Rosenhan y su actividad, comenzó a encontrar contradicciones en su trabajo que la hicieron cuestionar la validez de su experimento. Rosenhan no informó que, además de los "síntomas" que todos los «pseudopacientes» sanos manifestaron, él le dijo al médico tratante que en su mente siempre oía la radio y tenía ideación suicida, lo que quedó registrado en su historia clínica, datos que luego ocultó al público.